# Setacera aurata
Setacera aurata – gatunek muchówki z rodziny wodarkowatych i podrodziny Ephydrinae.
Gatunek ten opisany został w 1844 roku przez Christiana Stenhammara jako Ephydra aurata.
Muchówka o ciele długości około 4 mm. Głowa jej zaopatrzona jest w dwie pary szczecinek orbitalnych oraz skierowane w dół szczecinki perystomalne. Czułki mają na zewnętrznej powierzchni trzeciego członu długą i cienką szczecinkę. Odwłok samca ma tergit piąty nie krótszy od czwartego, a sternity gęsto porośnięte bardzo krótkimi, czarnymi szczecinkami. Narządy rozrodcze samca mają u szczytu kwadratowo ścięte, osadzone nieco bocznie edyty. Samica ma odległość między osadzonymi na podłużnej i wąskiej płytce kolcami pokładełka a przysadkami odwłokowymi większą niż długość tychże przysadek.
Owad znany z Hiszpanii, Wielkiej Brytanii, Belgii, Niemiec, Szwecji, Norwegii, Finlandii, Włoch, Polski, Litwy, Czech, Słowacji i Węgier.